# 與愛同行 (2019年大愛電視劇)
《與愛同行》，是一部描寫蕭文傑慈濟師兄與李秀敏慈濟師姊真實人生電視劇，由亮哲 、范宸菲、吳政迪、馬力歐 、劉香君、黃素雅、李得全、洪喻蕎、陳家逵、范時軒等演員領銜主演，於2019年11月20日在大愛電視20:00首播。

## 大愛會客室

### 首播
| 片名       | 頻道       | 播映日期       | 播映時間        |
| 大愛會客室 | 大愛海外台 | 2019年11月20日 | 21:00-21:11播出 |
| 大愛會客室 | 大愛電視台 | 2019年11月20日 | 00:19-00:30播出 |
| 大愛會客室 | 大愛海外台 | 2019年11月20日 | 09:49-10:00播出 |

## 播出時間
以下時間以當地時間（台灣時間）為準

### 電視首播
| 頻道                            | 所在地               | 播映日期                       | 播映時間                  |
| 大愛電視台 （數位頻道同步播出） | 台灣                 | 2019年11月20日－2019年12月31日 | 20:00-20:48播出（無廣告） |
| 大愛海外台                      | 與大愛電視台同步播出 | 2019年11月20日－2019年12月31日 | 20:00-21:00播出（含廣告） |

### 網路首播
| 頻道                 | 備註                 | 播映日期                       | 播映時間                  |
| Yahoo! TV            | 與大愛電視台同步播出 | 2019年11月20日－2019年12月31日 | 20:00-20:48播出（無廣告） |
| YouTube 大愛網路劇場 | 與大愛電視台同步播出 | 2019年11月20日－2019年12月31日 | 20:00-20:48播出（無廣告） |

## 演員列表

### 主要演員
| 演員   | 角色           | 介紹 | 登場集數      |
| 亮哲   | 蕭文傑         | 蕭貳祥的大兒子，由於父親嚴格對待，對他打或罵管教，曾經在全校同學教訓他，而興起了離家出走的念頭，之後在煤氣行每天勤奮努力工作，一心想著證明自己。 | 第1集－第30集 |
| 吳政迪 | 蕭文傑（少年） | 蕭貳祥的大兒子，由於父親嚴格對待，對他打或罵管教，曾經在全校同學教訓他，而興起了離家出走的念頭，之後在煤氣行每天勤奮努力工作，一心想著證明自己。 | 第1集         |
| 范宸菲 | 李秀敏         | 在母親的安排下去參加相親，湊巧與蕭文傑在同一個咖啡廳內，但是雙方其實不是彼此的相親對象，卻在一次誤會中偶然相遇並聊天，並對蕭文傑有好感。         | 第集－第30集  |
| 馬力歐 | 蕭貳祥         | 蕭文傑父親，在臺南歸仁市場的松發雜貨行老闆，耿直剛正，脾氣暴烈，也得罪不少鄰居。                                                                 | 第集－第集    |
| 劉香君 | 素雲           | 蕭文傑母親，面對自己的大兒子文傑離家出走，擔心的吃不下飯，心裡非常著急。。                                                                       | 第集－第集    |
| 黃素雅 | 外婆           | 李秀敏的外婆，秀敏曾被自己公公責備後經常求助外婆要如何做好蕭家媳婦的技巧。                                                                       | 第集－第集    |
| 李得全 | 泉父           | 蕭家的鄰居，蘇正泉父親。 | 第集－第集    |
| 洪喻蕎 | 泉母           | 蕭家的鄰居，蘇正泉母親。 | 第集－第集    |
| 陳家逵 | 涂永欣           | 。 | 第集－第集    |
| 范時軒 | 戴惠姿         | 。 | 第集－第集    |

### 次要演員
| 演員   | 角色   | 介紹                           | 登場集數 |
| 洪毓璟 | 蕭文焜 | 蕭貳祥的小兒子，蕭文傑的弟弟。 | 第集     |
| 蘇炳憲 | 鄭清發 |                                | 第集     |
| 陳霆   | 戴淵   |                                | 第集     |

### 其他演員
| 演員   | 角色           | 介紹 | 登場集數 |
| 王昱翔 | 添財叔         | ， | 第集     |
| 李辰翔 | 細漢仔         | 蕭文傑負氣離家出走時在火車上遇到了同伴，兩人一見如故成為好朋友。                                                                   | 第集     |
| 許定南 | 細漢仔（少年） | 蕭文傑負氣離家出走時在火車上遇到了同伴，兩人一見如故成為好朋友。                                                                   | 第1集    |
| 鍾其翰 | 蘇正泉         | 蕭文傑從小到大的鄰居朋友， | 第集     |
| 鄭浚廷 | 蘇正泉（少年） | 蕭文傑從小到大的鄰居朋友， | 第1集    |
| 胡濤   | 張一民         | | 第集     |
| 曾憲莫 | 張一民（少年） | 第1集 |          |
| 李俊毅 | 許茂生（少年） | ， | 第集     |
| 明玥   | 茂生母         | ， | 第集     |
| 李國楨 | 阿民父         | ， | 第集     |
| 童毅軍 | 秀敏父         | ， | 第集     |
| 楊閔   | 李秀美         | 李秀敏的大姊，曾經建議自己妹妹要幫自己妹婿買新衣服，替換穿了多年的襯衫。                                                           | 第集     |
| 吳沛寧 | 麗玲           | ， | 第集     |
| 劉濟民 | 莊文賢         | ， | 第集     |
| 陳孟汝 | 辦公室小妹     | ， | 第集     |
| 赫容   | 張師姊         | ， | 第集     |
| 夏學書 | 陳師兄         | ， | 第集     |
| 廖姿晴 | 涂君君         | ， | 第集     |
| 黎沛婕 | 涂安安         | ， | 第集     |
| 劉珈瑄 | 涂婷婷         | ， | 第集     |
| 楊麗音 | 細漢仔母       | ， | 第集     |
| 馬惠珍 | 添財嬸         | 蕭文傑青少年時期到台北煤氣行當學徒時候的老闆娘，很關心文傑，告訴文傑要把自己賺得錢寄回到家裡面並且寫信報平安，別讓文傑的父母擔心。 | 第集     |
| 楊凱淇 | 秀敏母         | ， | 第集     |
| 耿慧珠 | 惠姿母         | ， | 第集     |
| 李竹琴 | 資源回收婦     | ， | 第集     |

## 電視劇歌曲
| 曲別   | 歌名       | 演唱者   | 作詞   | 作曲   | 編曲   | 製作人 | 合聲     |
| 片頭曲 | 佮愛作陣行 | 張三李四 | 吳嘉祥 | 吳嘉祥 | 吳嘉祥 | 吳嘉祥 | 張三李四 |
| 片尾曲 | 握手言歡   | 荒山亮   | 十方   | 荒山亮 | 陳玉立 | 陳玉立 |          |

## 大愛會客室名單
| 集數  | 日期           | 來賓                   | 主持人 |
| 第1集 | 2019年11月21日 | 黃克義、吳怡然、吳政迪 | 譚艾珍 |
| 第2集 | 2019年11月22日 | 馬力歐、劉香君、吳政迪 | 譚艾珍 |

## 外部連結
- 與愛同行 官方網站 （页面存档备份，存于）－大愛劇場
- 大愛劇場的Facebook專頁
- 《與愛同行 （页面存档备份，存于）》-YAHOO! TV （页面存档备份，存于） 線上看

| 臺灣 大愛電視 每週一至週五 20:00 - 20:48         | 臺灣 大愛電視 每週一至週五 20:00 - 20:48    | 臺灣 大愛電視 每週一至週五 20:00 - 20:48 |
| ------------------------------------------------ | ------------------------------------------- | ---------------------------------------- |
|                                                  | 與愛同行 （2019年11月20日－2019年12月31日） |                                          |
| 愛的路上我和你 （2019年10月9日－2019年11月19日） | 舞出寂靜 （2020年1月1日－2020年1月2日）     |                                          |